# Chater-Lea
Chater-Lea war ein britischer Motorrad-, Auto- und Fahrradhersteller mit Sitz mitten in London.
Das Unternehmen wurde von William Chater-Lea 1900 gegründet, um Bauteile für Fahrräder zu produzieren. Es war in einem neunstöckigen Gebäude in der Banner Street in der City von London ansässig sowie seit 1928 in Gebäuden in Letchworth, Hertfordshire.
Autos baute Chater-Lea zwischen 1907 und 1922 sowie Motorräder von 1903 bis 1935. William starb 1927, und das Unternehmen wurde von seinen Söhnen John und Bernard fortgeführt. Nach dem Ende der Fahrzeugproduktion blieb das Unternehmen im Fahrzeugmarkt als Hersteller und Händler für Komponenten vertreten.

## Autoproduktion

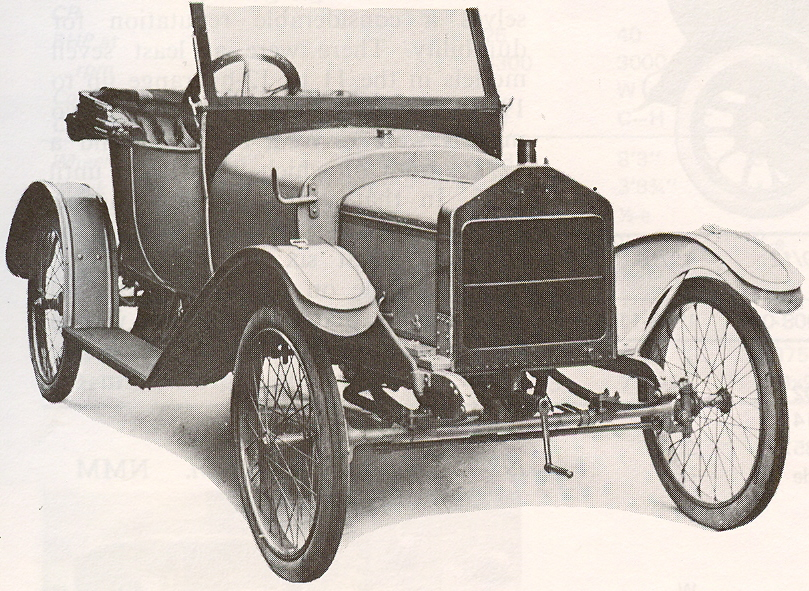
Chater-Lea von 1913

Erstes Auto war die Carette von 1907, ein Zweisitzer mit einem luftgekühlten 6-PS-V2-Zylinder-Motor mit Kettenantrieb zu einem der Hinterräder. Bis 1908 erschien das Fahrzeug in der Werbung, aber es scheinen nur wenige Exemplare produziert worden zu sein.
Ein ernsthafterer Auftritt am Automarkt geschah 1913 mit dem wassergekühlten 8-PS-1094-cm³-Vierzylindermodell mit Kardanwelle. Der Motor stammte aus eigener Konstruktion. Einige Wagen mögen zunächst noch den V2-Motor gehabt haben.
Nach dem Ersten Weltkrieg kam er 1921 als 10-PS-Wagen neu heraus, mit einem 1315-cm³-Motor und Dreiganggetriebe. Der Zweisitzer kostete 350 britische Pfund, später sank der Preis auf 300 Pfund. Einige Hunderte wurden bis 1922 produziert.
Chater-Lea hatte ein Angebot vorliegen, die Gillyard-Fabrik in der Bakerend Road zu übernehmen. Letztlich aber wurde es nicht wahrgenommen, obwohl anscheinend ein Prototyp hergestellt wurde.
Ein Chater-Lea 10 hp, der auf 1914 datiert war, wurde am 7. April 1997 durch British Car Auctions auf einer Versteigerung angeboten, fand aber für 30.000 DM keinen Bieter.

## Motorradproduktion

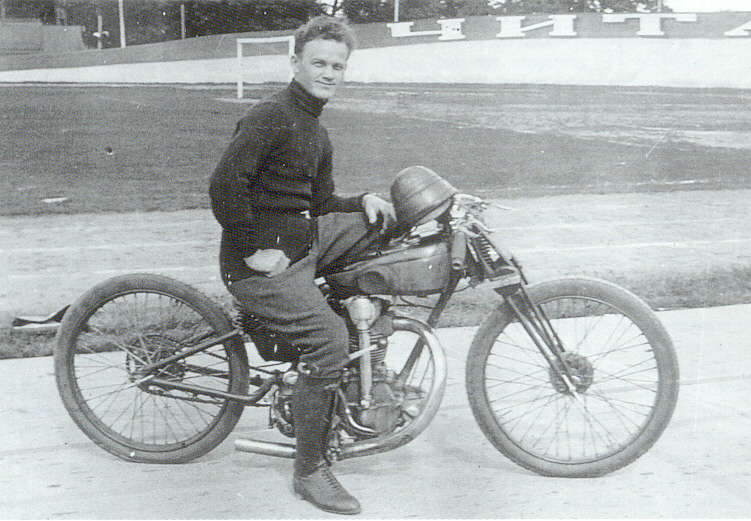
Chater-Lea-Straßenrennmaschine von 1929, 350 cm³, mit Königswellenantrieb und Tellernocken

Das Unternehmen fertigte seit 1900 Rahmen für Fahrräder und bot bald auch Motoren zum Anbau an Fahrräder an. Komplette Motorräder wurden seit 1903 gefertigt, und 1908 gab es Anmeldungen zu den Tourist-Trophy-Rennen auf der Isle of Man.
Die Friedenszeit-Produktion begann 1919 erneut mit einem Zweizylinder-Modell, dem später große Einzylinder-Modelle folgten. 1925 begann der Bau eigener Motoren. Die letzten Motorräder wurden 1936 gefertigt. Chater-Lea hatte zeitweilig das schnellste 350er Serien-Motorrad der Welt in Produktion.